# Plicatiductus
Plicatiductus là một chi nhện trong họ Linyphiidae.